# Ольцвір
Ольцві́р (фр. Holtzwihr) — колишній муніципалітет у Франції, у регіоні Гранд-Ест, департамент Верхній Рейн. Населення — 1353 осіб (2011).
Муніципалітет був розташований на відстані близько 390 км на схід від Парижа, 60 км на південний захід від Страсбура, 6 км на північний схід від Кольмара.

## Історія
До 2015 року муніципалітет перебував у складі регіону Ельзас. Від 1 січня 2016 року належав до нового об'єднаного регіону Гранд-Ест.
1 січня 2016 року Ольцвір і Ридвір було об'єднано в новий муніципалітет Порт-дю-Р'є.

## Демографія
Динаміка населення (INSEE ):
Розподіл населення за віком та статтю (2006):
| Стать | Всього | До 15 років | 15-24 | 25-44 | 45-64 | 65-85 | Понад 85 |
| --- | ------ | ----------- | ----- | ----- | ----- | ----- | -------- |
| Чоловіки | 671    | 167         | 65    | 222   | 143   | 70    | 4        |
| Жінки | 647    | 193         | 16    | 237   | 132   | 65    | 4        |
| \| Статево-вікова піраміда \| Статево-вікова піраміда \| Статево-вікова піраміда \| \| ----------------------- \| ----------------------- \| ----------------------- \| \| Чоловіки \| Вік \| Жінки \| \| 4 \| 85 + \| 4 \| \| 8 \| 80-84 \| 16 \| \| 4 \| 75-79 \| 8 \| \| 25 \| 70-74 \| 8 \| \| 33 \| 65-69 \| 33 \| \| 25 \| 60-64 \| 25 \| \| 20 \| 55-59 \| 33 \| \| 45 \| 50-54 \| 33 \| \| 53 \| 45-49 \| 41 \| \| 74 \| 40-44 \| 66 \| \| 70 \| 35-39 \| 106 \| \| 70 \| 30-34 \| 53 \| \| 8 \| 25-29 \| 12 \| \| 8 \| 20-24 \| 4 \| \| 57 \| 15-20 \| 12 \| \| 53 \| 10-14 \| 78 \| \| 57 \| 5-9 \| 86 \| \| 57 \| 0-4 \| 29 \| |        |             |       |       |       |       |          |
| Статево-вікова піраміда |        |             |       |       |       |       |          |
| Чоловіки | Вік    | Жінки       |       |       |       |       |          |
| 4 | 85 +   | 4           |       |       |       |       |          |
| 8 | 80-84  | 16          |       |       |       |       |          |
| 4 | 75-79  | 8           |       |       |       |       |          |
| 25 | 70-74  | 8           |       |       |       |       |          |
| 33 | 65-69  | 33          |       |       |       |       |          |
| 25 | 60-64  | 25          |       |       |       |       |          |
| 20 | 55-59  | 33          |       |       |       |       |          |
| 45 | 50-54  | 33          |       |       |       |       |          |
| 53 | 45-49  | 41          |       |       |       |       |          |
| 74 | 40-44  | 66          |       |       |       |       |          |
| 70 | 35-39  | 106         |       |       |       |       |          |
| 70 | 30-34  | 53          |       |       |       |       |          |
| 8 | 25-29  | 12          |       |       |       |       |          |
| 8 | 20-24  | 4           |       |       |       |       |          |
| 57 | 15-20  | 12          |       |       |       |       |          |
| 53 | 10-14  | 78          |       |       |       |       |          |
| 57 | 5-9    | 86          |       |       |       |       |          |
| 57 | 0-4    | 29          |       |       |       |       |          |

## Економіка
2010 року серед 892 осіб працездатного віку (15—64 років) 696 були активними, 196 — неактивними (показник активності 78,0%, у 1999 році було 79,2%). З 696 активних мешканців працювало 659 осіб (342 чоловіки та 317 жінок), безробітними було 37 (22 чоловіки та 15 жінок). Серед 196 неактивних 83 особи були учнями чи студентами, 79 — пенсіонерами, 34 були неактивними з інших причин.

У 2010 році в муніципалітеті числилось 505 оподаткованих домогосподарств, у яких проживали 1384,5 особи, медіана доходів виносила 23 848 євро на одного особоспоживача